# 3rd LOVE/The Best Ballads
『3rd LOVE/The Best Ballads』（サードラブ/ザ ベストバラッズ）は、サンプラザ中野（現サンプラザ中野くん）が「サンプラザ中野/B」名義でリリースしたセルフカバーアルバム。品番はAZCL-10007。

## 概要
中野著の小説タイトルでもある「3rd LOVE」をテーマにした、新曲含む他アーティストに提供した曲をセルフカバーしたミニアルバム。
ブックレットの参加ミュージシャンやスタッフの名前にも「/B」がクレジットされている。

## 収録曲
1. 交差点
江口洋介提供曲。
2. 3rd LOVE
新曲。
3. 大きな玉ねぎの下で
爆風スランプの曲のセルフカバー。
4. 花のように
松たか子提供曲。
5. 埋没した恋心
藤岡正明提供曲。
6. 恋の終わりはいつも
中崎英也提供曲。
爆風スランプアルバム「TENSION」収録曲。
7. ラストシーン
江口洋介提供曲。